# Pentagon Force Protection Agency
Die Pentagon Force Protection Agency (PFPA) ist eine Bundesbehörde im Geschäftsbereich des Verteidigungsministeriums der Vereinigten Staaten. Das Exekutivorgan der PFPA ist das Pentagon Police Directorate (PPD). Das Motto lautet “Protecting those Who Protect the Nation”.

## Geschichte, Organisation und Aufgaben
Die Aufgabe der am 3. Mai 2002 gegründeten PFPA ist vor allem der Schutz des Pentagons bei Washington, D.C. Sie wurde nach den Terroranschlägen am 11. September 2001, von denen auch das Pentagon betroffen war, aus dem Defense Protective Service (DPS) herausgelöst. Ferner wurde der Behörde auch der Schutz der National Capitol Region (NCR) übertragen. Vor 1971 war die General Services Administration für den Schutz des Pentagons zuständig.
Rechtliche Grundlage ist Title 10 Section 2674 des United States Code. Die Mitarbeiter, die organisatorisch den Streitkräften angehören, werden beim Federal Law Enforcement Training Center (FLETC) in Glynco, Georgia ausgebildet.
Die Pentagon Access Control Division (PACD) ist für die Zutrittskontrolle zuständig.
Abteilungen mit Sonderaufgaben sind:
- Chemical, Biological, Radiological, Nuclear and Explosives (CBRNE) – ABC-Schutz,
- Anti-Terrorism Force Protection Directorate (ATFP),
- Criminal Investigative & Protective Directorate (CIPD),
- Force Protection Technology Directorate (FPTD), PFPA Command Center (PCC) – Leitstelle,
- Program Integration Directorate (PI),
- Pentagon Police Directorate (PPD),
- Security Services Directorate (SSD),
- Training Directorate (TD) und das
- Threat Management Directorate (TMD).[8]

Das Pentagon Police Directorate verfügt mit dem Emergency Response Team über ein Spezialeinsatzkommando (SWAT).